# Ranhojič
Ranhojič neboli felčar byl ve středověku praktický ošetřovatel a medik. Povolání ranhojiče mělo blízko k řemeslu lazebníků a bradýřů. Často prováděli pouštění žilou, které bylo velmi rozšířenou léčbou. Prováděli i amputace, častý zákrok ve válečné medicíně.
Univerzitně vzdělaní lékaři se v té době omezovali na diagnostiku nemocí a předpis léků, praktickou chirurgii považovali za podřadnou práci. Hippokratova přísaha dokonce praktikování chirurgie zapovídala slovy: „Nebudu (lidské tělo) řezat, ani ty, kdo trpí kameny, a tento zákrok přenechám mužům, kteří takovéto řemeslo provádějí.“